# Sémiosféra
Sémiosféra je oblast, v níž nepřetržitě probíhají sémiotické znakové procesy. Na základě primárně kulturně a jazykově osvojených dispozic jsme schopni přiřadit znakům uvnitř sémiosféry určitý významový obsah, dekódovat je a následně užít v komunikaci. Sémiosféra neexistuje v empirickém světě, je to abstraktní prostor, ve kterém se znaková výměna odehrává.

## Charakteristika pojmu
Podle Jurije Lotmana si sémiotický prostor můžeme představit jako mechanismus, který v sobě shromažďuje systémy a soustavy znaků, čímž se stává nadřazeným celkem menších znakových soustav i samotných znakových jednotek. Tento prostor pak Lotman nazývá sémiosférou. Sémiosféru dále popisuje jako sémiotické kontinuum specifické tím, že v něm mohou rozmanité sémiotické formy a útvary existovat na různých úrovních. Jednotlivé znakové soustavy pak mohou fungovat teprve po vzájemném zapojení do vztahů uvnitř sémiosféry.
Sémiosféra je podle Lotmana výchozí jednotka, která je dále rozvíjena v jednoduchém subordinačním systému. Tato hierarchie v Lotmanově pojetí sémiosféry a znaku se principiálně liší například od Peirceovy semiózy, která pracuje primárně se samostatným znakem a jeho vlastnostmi.
Znak v sémiotice tartuské školy, jejímž je Jurij Lotman představitelem, není naproti tomu chápán jako něco okamžitě získaného, ale jako produkt analýzy. Proces vzniku nových sémiotických rovin se děje pomocí identifikace podobnosti, nacházející se na vyšší systémové úrovni.

## Sémiosféra a kultura
Sémiosféra je vázána na kulturní prostředí. Jsou-li jednotlivé znakové formy, útvary nebo soustavy začleněné do celku kultury a kulturního systému, začínají v rámci sémiosféry okamžitě fungovat jako sémiotické entity. Vznik nové specifické kultury by mezi uživateli v dané oblasti nutně vyvolal podněty vedoucí k vytvoření vlastní sémiosféry. Tato sémiosféra by byla zpočátku silně diferenciovaná, avšak časem (za předpokladu rozvoje budované kultury) by docházelo k jejímu ustálení a systémovému uznání.
Lotman chápe kulturu jako sémiotický systém, který převádí bezprostřední zkušenosti člověka do systému znaků. V tomto procesu vyzdvihuje Lotman úlohu jazyka. Jazyk podle něj strukturuje oblast kultury i systém světa, neboť jej převádí na text. Takový svět, který se zakládá na textu, se stává entitou sémiotickou.
Do sémiosféry může proniknout rovněž aspekt předstírání, který byl přítomen při procesu konstruování kultury. Sémióza by v tomto případě fungovala jako proces připisování fiktivního významu určitým jevům, které se skrze začlenění do prvků skutečnosti stanou součástí ustáleného systému znaků. Původně zkonstruované znaky se tedy postupem času mohou transformovat do podoby obecné představy o realitě a získat tak platnou existenci. Toto zapojování vykonstruovaných znaků a znakových souborů coby prostředků umožňujících přetváření skutečnosti se stalo fenoménem provázejícím významné transformační procesy ve společnosti. Vznik sémiosféry politické ideologie počíná v říši znaků a nese s sebou proměnu příslušných znakových soustav, následovanou masovou výměnou znaků.

## Hranice sémiosféry
Uvažujeme-li o hranici sémiosféry, máme v zásadě na mysli hraniční pásmo mezi sémiosférami specifických kultur. Jednotlivé sémiosféry vždy hraničí s dalšími, s nimiž se překrývají a prolínají. Sémiosféra se tak vyznačuje obrovskou informační kapacitou a neohraničenými možnostmi vlastního vývoje. Mimo sémiosféru není možná komunikace ani jazyk.
Na Lotmanovy myšlenky o neohraničené sémiósféře navazuje také Umberto Eco, který na základě analýzy řetězce vztahů „výraz – obsah – výraz“ (resp. interpretant – obsah – interpretant) dochází k závěru, že interpretace znaku se uskutečňuje prostřednictvím jiného znaku. O sémiosféře tedy uvažuje jako o nutně neohraničeném universu kulturních jednotek.
Také Kalevi Kull se přiklání ke stanovisku nekonečné propojené sémiosféry, v níž jedna sémiosféra přechází volně v druhou. Sémiosféra podle něj představuje propojení všech životních prostředí. Pokud spolu dvě různá prostředí komunikují, jsou součástí stejné sémiosféry. Za předpokladu, že by neexistoval evidentní sémiotický proces, který by prostředí spojoval, bylo by možné ptát se, zda je oprávněné mluvit o několika sémiosférách. Avšak v momentě, kdy komunikace mezi sférami nastává, je evidentní, že se jedná o formu jedné a té samé sémiosféry.
O hranici sémiosféry proto uvažujeme jako o oblasti se zvýšenou sémiotickou aktivitou, jež nastává v důsledku průniku sémiosfér. Pro tyto oblasti je charakteristické zvýšené množství znakových mechanismů patřících shodně do obou kultur. V souvislosti s tím proto uvažujeme o neexistenci izolované sémiosféry.

## Přechody mezi sémiosférami
Znakovou výměnu v rámci sémiosféry vykonávají konkrétní subjekty, jejich přechody mezi propojenými sémiosférami tak nejsou vyloučené, nýbrž možné. Jako zásadní prvek, který vymezuje hranice sémiosféry, označuje Lotman jazyk. Může proto uvažovat o subjektech, které patří zároveň ke dvěma sémiosférám. Jedná se o subjekty disponující znalostí obou jazyků, což jim umožňuje uskutečňovat procesy překládání a generovat tak nové informace užitečné pro obě sémiosféry.